# پردوتیتسه
پردوتیتسه (به چکی: Předotice) یک منطقهٔ مسکونی در جمهوری چک است که در ناحیه پیسک واقع شده‌است. پردوتیتسه ۲۱٫۴۳ کیلومتر مربع مساحت و ۴۱۶ نفر جمعیت دارد و ۴۷۸ متر بالاتر از سطح دریا واقع شده‌است.